# Cockerelliella dehradunensis
Cockerelliella dehradunensis là một loài côn trùng cánh nửa trong họ Aleyrodidae, phân họ Aleyrodinae.
Cockerelliella dehradunensis được Jesudasan & David miêu tả khoa học đầu tiên năm 1991.